# Parker Peak, Västantarktis (syd)
Parker Peak är en bergstopp i Antarktis. Den ligger i Västantarktis. Inget land gör anspråk på området. Toppen på Parker Peak är 627 meter över havet.
Terrängen runt Parker Peak är platt åt sydost, men åt nordväst är den kuperad. Trakten är obefolkad. Det finns inga samhällen i närheten.